# Cyprus Airways
Cyprus Airways (Grieks: Κυπριακές Αερογραμμές, Kypriakes Aerogrammes, Turks: Kıbrıs Havayolları) was een Cypriotische luchtvaartmaatschappij met thuisbasis in Larnaca. Het bedrijf staakte de vluchten in januari 2015 door een faillissement.

## Geschiedenis
Cyprus Airways werd opgericht op 24 september 1947 en begon met 3 vliegtuigen van het type Douglas DC-3. Later werd dit aantal uitgebreid naar 6. De toestellen konden 21 passagiers vervoeren. De eerste bestemmingen waren Athene, Beiroet, Caïro, Haifa, Istanboel, Rome en Londen. De thuisbasis was de luchthaven van Nicosia. De bestemmingen werden in de loop der jaren uitgebreid, maar in 1958 werden alle diensten overgenomen door British European Airways vanwege de politieke situatie in Cyprus.
Na de onafhankelijkheid van Cyprus begon Cyprus Airways weer haar eigen diensten, en wel met De Havilland Comets die werden gehuurd van British European Airways. In 1965 leasete de maatschappij Vickers Viscounts van BEA voor haar eigen diensten. Deze vliegtuigen hadden het logo dat tot 2015 gebruikt werd. In 1969 werden Hawker Siddeley Tridents en een BAC 1-11 aan de vloot toegevoegd.
De Turkse invasie trof ook alle vijf vliegtuigen van de maatschappij. Eén werd compleet verwoest door een bombardement, een ander kon niet meer vliegen. De twee andere Tridents vluchtten in 1977 naar Engeland. Ook het vliegveld van Nicosia werd gesloten en niet meer heropend. Daarom verhuisde Cyprus Airways naar Larnaca. Het bedrijf startte zijn activiteiten daarna weer geleidelijk op. Vickers Viscounts werden hiertoe gehuurd van British Midland Airways. De maatschappij hervatte de diensten op Beiroet, Tel Aviv, Athene en Heraklion. In 1975 leasete de maatschappij enkele Douglas DC-9s, waardoor weer naar Londen kon worden gevlogen met een tussenstop in Thessaloniki. Een paar maanden later kwam de DC-8 in de vloot en hiermee kon weer direct worden gevlogen naar Londen. Rond deze tijd bestelde de maatschappij een paar BAC 1-11s.
In 1981 bestond de vloot uit de Boeing 707, en de BAC 1-11. In de loop van de jaren tachtig werden deze vliegtuigen vervangen door toestellen van Airbus. De A310 kwam in 1984 en de A320 in 1988.
In de 21ste eeuw werd deze vloot opnieuw vervangen en uitgebreid, de A310 werd vervangen door de A330 en de A320 werd aangevuld met de A319. In 2012 werden de A330s vervangen door A321s, omdat de A330 te groot was gebleken.

## Faillissement
In januari 2015 werd het einde van Cyprus Airways aangekondigd. Volgens de Europese Commissie (EC) had de Cypriotische regering sinds 2007 drie keer een financiële injectie gegeven aan de luchtvaartmaatschappij. De Europese regels stonden slechts één keer staatssteun in de tien jaar toe. Volgens de EC was dit concurrentievervalsend en oordeelde dat 65 miljoen euro aan staatssteun terugbetaald moest worden. Dit besluit betekende het einde voor Cyprus Airways, dat al jaren verliezen leed. Er werkten zo'n 500 mensen bij het bedrijf dat met zes vliegtuigen diensten onderhield naar Griekenland, Noord-Europa, Rusland en het Midden-Oosten.

## Bestemmingen
Cyprus Airways vloog tot 2015 naar de volgende bestemmingen:
- Amsterdam Airport Schiphol
- Athene
- Beiroet
- Frankfurt
- Heraklion
- Larnaca (thuisbasis)
- London Stansted
- Moskou Sjeremetjevo
- München
- Parijs Charles de Gaulle
- Sofia
- Tel Aviv
- Thessaloniki
- Zürich

Ook had Cyprus Airways codeshareovereenkomsten met verschillende luchtvaartmaatschappijen. Dit waren:
| - Aeroflot - Air France - Alitalia | - Bulgaria Air - Etihad Airways - Gulf Air | - KLM - Middle East Airlines - Tarom | - Virgin Atlantic |

## Vloot
De vloot van Cyprus Airways bestond in januari 2015 uit:
| Type            | Aantal | Besteld | Passagiers     | Passagiers    | Passagiers | Opmerkingen |
| Type            | Aantal | Besteld | Business Class | Economy Class | Totaal     | Opmerkingen |
| --------------- | ------ | ------- | -------------- | ------------- | ---------- | ----------- |
| Airbus A320-200 | 6      | 0       | 12             | 150           | 162        |             |
| Total           | 6      | 0       |                |               |            |             |

Op 31 oktober 2013 was de gemiddelde leeftijd van de vloot 11,3 jaar.